# بحيرة

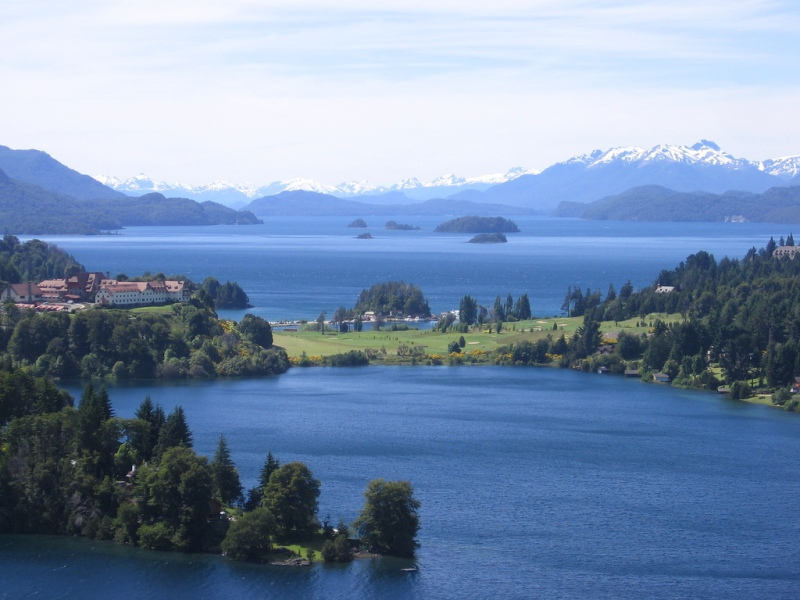
بحيرة في باريلوتشي (الأرجنتين)

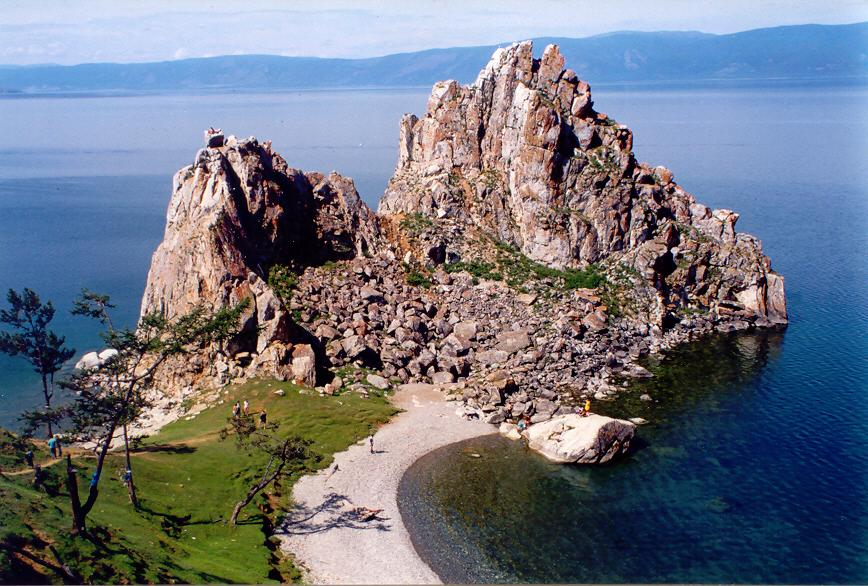
بحيرة بايكال في روسيا

البحيرة هي مسطح مائي كبير وثابت نسبيًا يتواجد بشكل طبيعي على سطح الأرض. يتموضع في حوض أو أحواض مترابطة تحيط بها الأراضي الجافة. تقع البحيرات بالكامل على اليابسة وهي منفصلة عن المحيط، على الرغم من أنها قد تكون متصلة بالمحيط عن طريق الأنهار، مثل بحيرة أونتاريو. معظم البحيرات هي مياه عذبة وتمثل تقريبًا كل المياه العذبة السطحية في العالم، ولكن بعضها بحيرات مالحة ذات ملوحة أعلى من ملوحة مياه البحر. تختلف البحيرات بشكل كبير في مساحة السطح وحجم المياه.
عادة ما تكون البحيرات أكبر وأعمق من البرك، وهي أيضًا أحواض مملوءة بالمياه على الأرض، على الرغم من عدم وجود تعريفات رسمية أو معايير علمية تميز بين الاثنين. تختلف البحيرات أيضًا عن البحيرات الشاطئية، وهي برك مد وجزر ضحلة تسدها الحدبات البحرية في المناطق الساحلية للمحيطات أو البحيرات الكبيرة. تتغذى معظم البحيرات من الينابيع، وتتغذى وتُصرف عن طريق الجداول والأنهار، لكن بعض البحيرات هي بحيرات مغلقة (انتهائية) لا تمتلك أي مخرج للمياه، بينما البحيرات البركانية تمتلئ مباشرةً من مياه الأمطار المتدفقة ولا تمتلك أي جداول تغذيها.
توجد البحيرات الطبيعية عمومًا في المناطق الجبلية (أي بحيرات جبال الألب)، والفوهات البركانية الخاملة، ومناطق الصدع والمناطق ذات التجلد المستمر. توجد بحيرات أخرى في التضاريس المنخفضة أو على طول مجاري الأنهار الناضجة، حيث يتسع مجرى النهر فوق حوض تشكل بواسطة السهول الفيضية المتآكلة والمستنقعات. يوجد في بعض أجزاء العالم العديد من البحيرات التي تشكلت بسبب أنماط الصرف الفوضوية المتبقية من العصر الجليدي الأخير. جميع البحيرات مؤقتة على مدى فترات طويلة من الزمن، لأنها تمتلئ ببطء بالرواسب أو تتسرب من الحوض الذي يحتويها.
تُعرف البحيرات التي يُتحكم فيها صناعيًا باسم الخزانات، وتؤسس عادةً للاستخدام الصناعي، أو الزراعي، أو لتوليد الطاقة الكهرومائية، أو لتوفير مياه الشرب المنزلية، أو للأغراض البيئية، أو الترفيهية، أو للأنشطة البشرية الأخرى.

## طرق التصنيف الأخرى
بالإضافة إلى طريقة النشأة، تسمى وتصنف البحيرات وفقًا لعوامل مهمة أخرى مثل التدرج الحراري، وتشبع الأكسجين، والتغيرات الموسمية في حجم البحيرة ومستوى المياه، وملوحة الكتلة المائية، والثبات الموسمي النسبي، ودرجة التدفق الخارجي، وغيرها. الأسماء المستخدمة من قبل العامة وفي المجتمع العلمي لأنواع البحيرات المختلفة غالبًا ما تكون مشتقة بشكل غير رسمي من شكل البحيرة وخصائصها الفيزيائية أو عوامل أخرى. كما أن الثقافات والمناطق المختلفة حول العالم لديها تسمياتها الشعبية الخاصة.

### بحسب التدرج الحراري
إحدى الطرق المهمة لتصنيف البحيرات تعتمد على التدرج الحراري، الذي له تأثير كبير على الحياة الحيوانية والنباتية التي تسكن البحيرة، وعلى مصير وتوزيع المواد المذابة والمعلقة في البحيرة. على سبيل المثال، فإن التدرج الحراري، وكذلك درجة وتكرار الخلط، لهما تأثير قوي على توزيع الأكسجين داخل البحيرة.
البروفيسور فرانسوا ألفونس فوريل، يشار إليه أيضًا باسم عراب علم البحيرات، أول عالم يصنف البحيرات وفقًا لطبقاتها الحرارية. عدل نظام تصنيفه وحسنه لاحقًا هاتشينسون ولوفلر. نظرًا لأن كثافة الماء تختلف مع درجة الحرارة، حيث يصل الحد الأقصى إلى +4 درجة مئوية، فإن التقسيم الطبقي الحراري هو سمة فيزيائية مهمة للبحيرة التي تتحكم في الحيوانات والنباتات، والترسيب، والكيمياء، والجوانب الأخرى للبحيرات الفردية. أولًا، يشكل الماء الأكثر برودة وكثافة طبقة بالقرب من القاع، والتي تسمى طبقة مائية سفلية. ثانيًا، تقع فوق طبقة المياه السفلية طبقة تُعرف باسم منطقة المنحدر الحراري. أخيرًا، يقع فوق المنحدر الحراري طبقة سطحية من الماء الدافئ والأقل كثافة، وتسمى طبقة المياه العليا. يمكن أن يختلف هذا التسلسل الطبقي النموذجي بشكل كبير، اعتمادًا على البحيرة المحددة أو الوقت من العام، أو مزيج من الاثنين معًا. تصنيف البحيرات حسب التقسيم الطبقي الحراري يفترض وجود بحيرات ذات عمق كافٍ لتكوين نقص التبلور، وبناءً على ذلك، تُستبعد البحيرات الضحلة جدًا من نظام التصنيف هذا.
بناءً على التدرج الحراري، تُصنَّف البحيرات إما على أنها متجانسة ذات درجة حرارة وكثافة موحدة من الأعلى إلى الأسفل في وقت معين من السنة، أو متباينة تحتوي على طبقات من الماء ذات درجات حرارة وكثافات مختلفة لا تختلط. الطبقة الأعمق من الماء في البحيرات المتباينة لا تحتوي على أي أكسجين مذاب، لذلك لا توجد كائنات هوائية تعيش فيها. ونتيجة لذلك، تظل طبقات الرواسب في قاع البحيرات المتباينة غير مضطربة نسبيًا، مما يسمح بتكوين ترسبات بحيرية. في البحيرات المتجانسة، يسمح تجانس درجة الحرارة والكثافة لمياه البحيرة بالاختلاط الكامل. بناءً على التدرج الحراري وتواتر الدوران، تُقسم البحيرات المتجانسة إلى بحيرات غير مختلطة، بحيرات أحادية الدوران باردة، بحيرات ثنائية الدوران، بحيرات أحادية الدوران دافئة، وبحيرات متعددة الدوران، وبحيرات قليلة الدوران.
تدرج البحيرة لا ينتج دائمًا عن اختلاف في الكثافة بسبب التدرجات الحرارية. يمكن أن ينتج التدرج أيضًا عن اختلاف في الكثافة ناتج عن التدرجات في الملوحة. في هذه الحالة، تُفصل طبقتا المياه السفلية والعليا ليس بواسطة التدرج الحراري، بل بواسطة التدرج الملوحي، الذي يُشار إليه أحيانًا باسم التدرج الكيميائي.

## أمثلة على البحيرات

### في أفريقيا
بحيرة فيكتوريا، بحيرة تنجانيقا، بحيرة نياسا، بحيرة توركانا، بحيرة ألبرت، بحيرة كيفو، بحيرة كيونا، بحيرة تانا، بحيرة عسل، بحيرة ملاوي، بحيرة كيوغا.

### أمثلة على البحيرات في أمريكا الشمالية
البحيرات العظمى الخمس: بحيرة سوبيريور، بحيرة هرون، بحيرة ميشيغان، بحيرة إري، بحيرة أونتاريو.

### أمثلة على البحيرات في آسيا
بحيرة بايكال، بحر الأرال، بحيرة بالكاش، تونلي ساب، بحيرة يسيك كول، بحيرة دونجتنج، بحيرة سيفانا ليتش، بحيرة الأكول، بحيرة دانيو توبا، البحر الميت، بحيرة ساوة.

### أمثلة على البحيرات في أوروبا
بحيرة لادوزكوي أوزيرو، بحيرة ونزكوي أوزيرو، بحيرة فانيرن، بحيرة فاترن، بحيرة بالاتون، بحيرة جنيف، بحيرة بودنسي، بحيرة لوك ينج، بحيرة سكيوتاري، بحيرة لاجو جاردا.

## تعريف

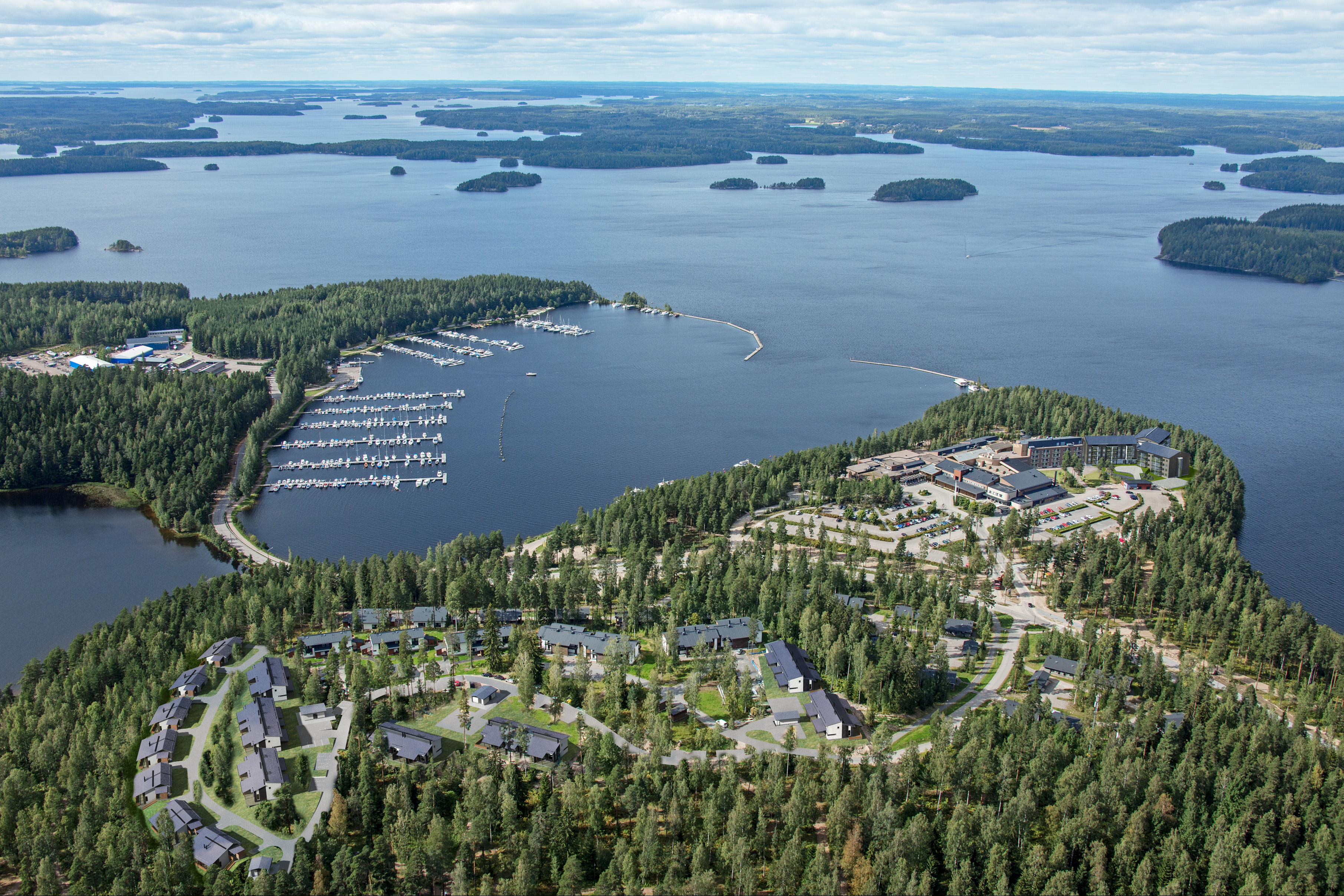
سبا إيماترا

هي أيّ جسم مائي كبير نسبيًّا راكد أو يتحرك ببطء، ويشغل تجويف ذو مساحة معقولة على سطح الأرض.
والبحيرة من زاوية جغرافية تعني غطاء مائيًّا متسعًا قد يكون سمك مياهها كبيرًا أو ضحلًا، ولا تسير مياهها إلا بكيفيات خاصة أو بحسب انحدار جانب منها وقد يكون صرف مياهها صناعيًّا عن طريق القنوات أو طبيعيًّا إضافة إلى الانحدار، التسرب، أو التبخر أو هي أحواض مائية داخلية محدودة المساحة محاطة باليابس من جميع الجهات، ساعد على تكوينها وجود القيعان العميقة المكونة من صخور صماء. وتشكل جزءًا من المياه السطحية غير الجارية في نظام الدورة المائية، والبحيرات نوعان مالحة وعذبة.

## أنواع البحيرات

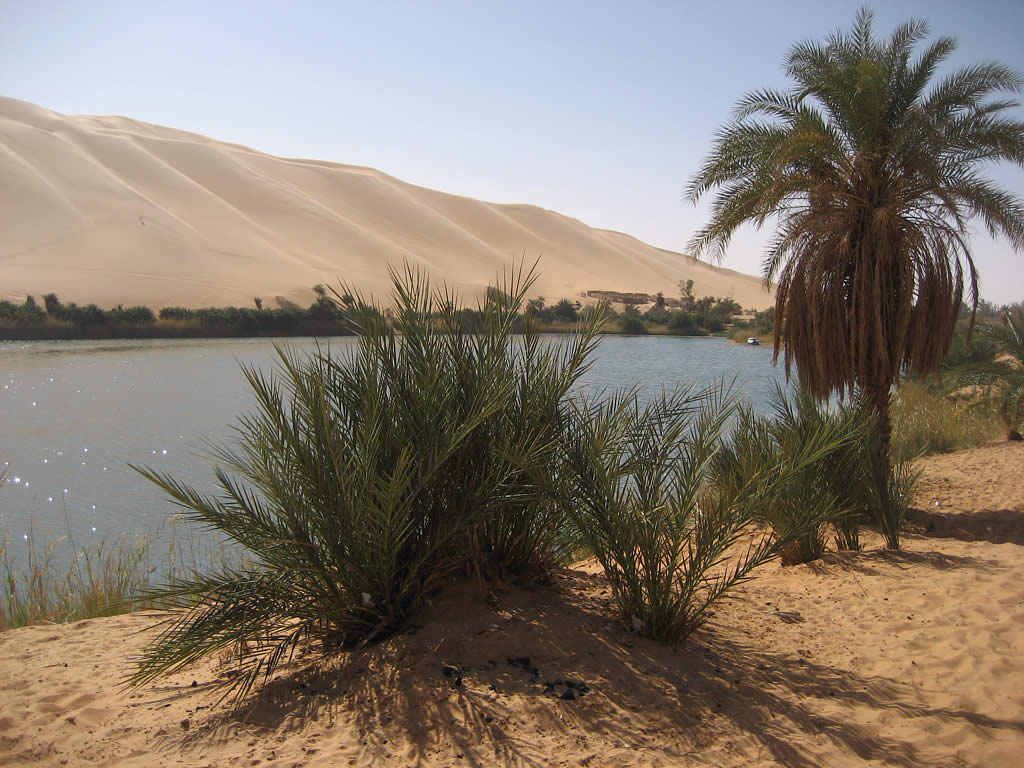
بحيرة قبر عون - وادي الحياة - ليبيا.

### البحيرات التكوينية
وهي التي تشغل القجولت والانهدامات الناشئة بالتكسير، أو ما يعرف بالتصدع في الطبقات الصخرية، أو ارتفاع جزء من قاع البحر نتيجة لبروز الحواف وحصر ارتفاع جزء من قاع البحر الذي انفصل عنه، مثل: بحيرة نيكاراغو التي كانت عبارة عن خليج من المحيط الهادي. وتتشكل أيضًا جراء عدم الانتظام في حركات الرفع، ومن ثم تتجمع في هذه الأحواض بعد ارتفاعها. وتتشكل أيضًا بفعل الحركة الانقلابية العكسية لأنظمة التعريف المائي بسبب حركات الرفع التي تصيب أجزاء القشرة الأرضية، والذي يؤدي إلى عكس أنظمة الجريان المائي، وبالتالي تشكل البحيرات مثل بحيرة كيوجا في أوغندا. وتتشكل البحيرات التكوينية بفعل حركات النهوض الرئيسية، وتمثل البحيرات المرافقة للحافت الصدعية من البحيرات التكوينية حيث تعد أهمها على الأطراف.

### البحيرات الجليدية
تحتل المناطق التي تعرضت للحت الجليدي خلال العصر الجليدي، وتعرف بالحيرات التسيركية من خلال الجليديات القارية التي غطت كندا وشمال الولايات المتحدة وفنلندا وأجزاء من السويد أثناء حركتها حفرًا مقعرة تحولت إلى انخفاضات ذات قاع كتيم في الصخور القاعدية، وعندما امتلأت هذه الحفر بالماء تشكلت عشرات الألوف من البحيرات ذات الشواطئ الصخرية، وتوجد بكثرة في شمال شرق ولاية مينسوتا الأمريكية والأجزاء المجاورة من كندا.
كما تُوجد بحيرات جليدية أخرى تحت الصفيحة الجليدية للقارة القطبية الجنوبية، مثل بحيرة فوستوك وبحيرة ويليانز، وهي بحيرات شبه مغلقة تقع تحت الجليد وتتميز بظروف فيزيائية وجيولوجية فريدة.

### البحيرات البركانية
تشغل قمم البراكين وفوهاتها الخامدة منها أو سفوح الجبال البركانية في الشعاب المقطوعة على مستواها العرضي باللافا السائلة من الفوهة، وتنتشر البحيرات البركانية من مختلف النماذج في أيسلندا وفي مقاطعة إيفل في ألمانيا وفي فلكرين في إيطاليا، وتنتشر هذه البحيرات في معظم أرجاء أندونيسيا وإلى الشمال من الفلبين واليابان، وتتواجد في معظم أرجاء وسط إفريقيا ونيوزيلاندا وأجزاء من أستراليا وفي الولايات الأمريكية الشمالية الغربية، ومن الأمثلة عليها: بحيرة كراتر بوتي في ولاية كاليفورنيا، وبحيرة سودا في ولاية نيفادا الأمريكية، وبحيرة روتومهانا في شمال أيسلندا، وبحيرة كيفو في وسط أفريقيا.

### البحيرات الكارستية
تقع في الأعماق، وقد تكون قريبة من السطح منشئة ما يعرف بالمجاري الباطنية السفلية.

### البحيرات الانحلالية
تتشكل عندما تتسرب المياه ضمن الشقوق في الصخور القابلة للانحلال بالماء، مثل: بحيرات الدولين المتشكلة في المنخفضات الدائرية البسيطة، وهناك بحيرات الأوفالا المتشكلة عند اندماج بحيرات الدولين، بالإضافة إلى البحيرات المتشكلة بفعل الماء الحامضي لدى تفاعله مع الرواسب المحتوية على هيدروكسيد الألمنيوم والحديد. وتظهر هذه البحيرات في السهول الشاطئية في جنوب كارولينا الأمريكية.

### البحيرات الشاطئية
وتشكل بفعل عدة عوامل، أهمها: عملية الترسيب المستمرة للتيارات البحرية الطويلة حيث ترتفع رواسبها فوق مستوى سطح الماء مشكّلةً الألسنة الرملية أو الرسوبية في فتحة الخليج، وعندما تغلق هذه الألسنة فتحات الخلجان تسمى حواجز أرسابية، وتدعى البحيرة المتشكلة باسم ساحلية. ومن الأمثلة عليها البحيرات المتشكلة على طول الساحل الغربي لفرنسا، وعلى طول البحر المتوسط لا سيما سواحل شبه جزيرة البلقان، وعلى معظم السواحل الجنوبية لأستراليا، وفي أجزاء من السواحل الجنوبية لأفريقيا. وتتشكل البحيرات الساحلية أيضًا بوجود لسانين يصلان الجزيرة بالبر المفابل، ويعرف اللسان باسم تومبولو، ومن أشهر الأمثلة عليها: بحيرة أوربيتديلو على الساحل الإيطالي المطل على البحر القيراني، وبحيرة غار الملح بتونس.

## تصنيف البحيرات حسب إنتاجها
تصنف البحيرات اعتمادًا على إنتاجيتها (Productivity) والمحتوى العضوي فيها إلى ثلاثة أنواع هي:

### البحيرات قليلة التغذية
تكون البحيرات من هذا النوع ذات مياه رائقة لونها أزرق، وعميقة جدًّا وذات إنتاجية واطئة وفقيرة المواد العضوية وتكون ذات تهوية جيدة والنباتات فيها قليلة، أما الحيوانات القاعية فتكون كثيرة كمًّا ونوعًا.

### البحيرات غنية التغذية
تكون البحيرات ضحلة نسبيًّا وذات إنتاجية عالية والمادة العضوية في القاع موجودة بكميات كبيرة، وتحوي البحيرات من هذا النوع تراكيز عالية من النتروجين والفسفور والكالسيوم، وتوجد النباتات فيها بكثرة، وكذلك تكثر فيها بعض الأنواع الحيوانية.

### البحيرات عسرة التغذية
تكون البحيرات من هذا النوع ضحلة، ومياهها تبدو بنية أو داكنة لكثرة وجود المادة العضوية في القاع. ويوجد فيها النتروجين والفسفور والكالسيوم بكميات قليلة جدًّا. وتكون هذه البحيرات قليلة التهوية بدرجة تصل نسبة الأوكسجين الذائب في أعماقها أحيانًا إلى الصفر. وتكون الأحياء في مثل هذا النوع من البحيرات قليلة حيث تكون الهائمات النباتية والحيوانية والنباتات الوعائية عادة قليلة كمًّا ونوعًا وكذا هو الحال بالنسبة لحيوانات القاع والأسماك، وعادة تتحول هذه البحيرات إلى مستنقعات بمرور الزمن.

## حركة المياه
مياه البحيرات سهلة الإثارة ومنها تنشأ على سطحها أمواج تبلغ بضعة أمتار.
مياهها لا تنتقل على غرار مياه الأنهار فيمكن إدراجها بنوع من التحفظ عند دراسة كل بحيرة على حدة ضمن الحركة الثانية التي تتميز بها السوائل والمعروفة بالحركة اللاميزانية التي تفيد الاستقامة في الاتجاه، والاتزان، والانتظام، وهي أصلًا تعرف في المياه الجوفي.
وتتحقق هذه الحركة بتمييزنا للخصائص التالية:
1. السرعة تكون على سطح المكمن المائي تعادل الصفر وترتفع بالاتجاه نحو الأعلى.
2. تتأثر حركة المياه على وجه الخصوص بعامل اللزوجة.

## التقسيم الهيدرولوجي للبحيرات
من التصنيفات التي تلقى رواجًا لدى دارسي المياه البحيرية تلك التي اعتمدن على أساس الأملاح الذائبة وعلى أساس حراري، وهي مبينة في الجدول التالي اختصارًا:
| تقسيم أساسه الحرارة                                                                                | تصنيف على أساس الأملاح الذائبة                                                                                                  |
| -------------------------------------------------------------------------------------------------- | --- |
| البحيرات المدارية الحارة: حرارة مياهها موجبة طول أيام السنة                                        | بحيرات صودية: تحتوي كميات كبيرة من مركبات الصودا                                                                                |
| بحيرات المنطقة المعتدلة: تتدنى درجة حرارة مياهها بالاتجاه نحو الأعماق كما تتغير فصليًّا              | بحيرات مالحة سولفاتية: وتنتشر في البيئات الجافة مياهها مكونة من محاليل كبريتية مختلفة طعمها مالح ممزوج بمرارة                   |
| البحيرات الباردة القطبية وشبه القطبية: تنخفض درجة مياهها عن أربعة درجات مئوية وتتعرض سطوحها للتجمد | بحيرات كلورية: مثل البحيرات السولفاتية تنتشر في البيئات الجافة عامة وتحتوي على العديد من العناصر المنحلة كالمغنسيوم والبوتاسيوم |

## ملوحة مياه البحيرات
تدعى المياه بالمالحة إذا كانت تحتوي على 2.7 غ أو أكثر في كل لتر ماء، ومتوسطة الملوحة إذا اشتمل الماء على مقدار جرام واحد إلى 2.7 غ في كل لتر، ويوصف بالعذب إذا احتوى اللتر من الماء على جرام فأقل.
ولا يخلو الماء الطبيعي من أملاح كما لا يوجد ماء نقي.

## التوزيع الجغرافي للبحيرات
تنتشر البحيرات في جميع القارات ولكن بنسب مختلفة، حسب المساحة الصخرية، وظروف المناخ، وكميات التهاطل السنوية.
هذا الجدول يبين أهم بحيرات كوكبنا:
| البحيرة   | الدولة                  | المساحة: كم² | العمق/ م | الارتفاع/ م |
| --------- | ----------------------- | ------------ | -------- | ----------- |
| بحر قزوين | إيران، روسية            | 438000       | 1000     | -26         |
| سوبيريور  | الولايات المتحدة، كندا  | 82000        | 307      | 183         |
| فيكتوريا  | تنزانيا، كينيا، أوغندا  | 68000        | 79       | 1185        |
| آرال      | روسية                   | 64000        | 68       | 48          |
| هورن      | الولايات المتحدة، كندا  | 59500        | 222      | 177         |
| متشغن     | الولايات المتحدة        | 58100        | 266      | 177         |
| بايكال    | روسية                   | 34000        | 1741     | 488         |
| تنجنيكا   | تنزانيا، كونغو، بورندي  | 31900        | 1435     | 773         |
| تشاد      | نيجر، تشاد، نجيريا      | 30000        | 7        | 240         |
| كريت بير  | كندا                    | 29000        | -        | 119         |
| كريت سيلف | كندا                    | 27000        | -        | 158         |
| نيسا      | ملاوي، موزمبيق، تنزانيا | 26500        | 785      | 471         |
| إيري      | الولايات المتحدة، كندا  | 25900        | 64       | 175         |
| وينيك     | كندا                    | 25000        | 27       | 216         |
| بلكاش     | روسية                   | 18800        | 20       | 234         |
| أنتاريو   | الولايات المتحدة، كندا  | 18760        | 225      | 75          |
| لادوكا    | روسية                   | 18120        | 223      | 5           |
| أتاباسكا  | كندا                    | 11500        | -        | 212         |
| آير       | أستراليا                | 11000        | -        | -12         |